# Lopaca
Lopaca je naselje u slovenskoj Općini Šentjuru. Lopaca se nalazi u pokrajini Štajerskoj i statističkoj regiji Savinjskoj. 

## Stanovništvo
Prema popisu stanovništva iz 2002. godine naselje je imalo 130 stanovnika.